# Archidiocèse de San Juan de Cuyo
L'archidiocèse de San Juan de Cuyo (en latin : archidioecesis Sancti Ioannis de Cuyo ; en espagnol : arquidiócesis de San Juan de Cuyo) est un archidiocèse métropolitain de l'Église catholique en Argentine.

## Territoire

Archidiocèse de San Juan de Cuyo
Suffragants

Il comprend toute la province de San Juan avec un territoire d'une superficie de 89 615 km2 divisé en 46 paroisses. Le siège archiépiscopal est à San Juan où se trouve la cathédrale Saint-Jean-Baptiste. La basilique mineure de Rivadavia est dédiée à Notre-Dame des Abandonnés.  

## Histoire
Le vicariat apostolique de San Juan de Cuyo est érigé le 22 décembre 1828 recevant son territoire du diocèse de Córdoba (aujourd'hui archidiocèse de Córdoba). Le 19 septembre 1834, le vicariat apostolique devient diocèse par la bulle Ineffabili Dei Providentia du pape Grégoire XVI.
Nommé suffragant de l'archidiocèse de La Plata o Charcas lors de sa création, il intègre la province ecclésiastique de l'archidiocèse de Buenos Aires le 5 mars 1865 en vertu de la bulle Immutabili du pape Pie IX,.
En 1909, le vicariat apostolique de la Patagonie septentrionale est supprimé et son territoire divisé entre l'archidiocèse de Buenos Aires et les diocèses de La Plata (aujourd'hui archidiocèse de La Plata) et de San Juan de Cuyo qui récupère la province de Neuquén.
Il cède des portions de territoire le 20 avril 1934 pour l'érection du diocèse de Mendoza (aujourd'hui archidiocèse de Mendoza) et de celui de San Luis. En même temps, il est élevé au rang d'archidiocèse par la constitution apostolique Nobilis Argentinae nationis du pape Pie XI avec les diocèses de Mendoza et San Luis comme suffragants.

## Évêques et archevêques
évêques
- Justo Santa María de Oro y Albarracín, O.P (22 décembre 1828 - 19 octobre 1836)
- José Manuel Eufrasio de Quiroga Sarmiento (19 mai 1837 - 25 janvier 1852)
  - Sede vacante (1852-1858)
- Nicolás Aldazor O.F.M (23 décembre 1858 - 22 août 1866)
- Venceslao Achával, O.F.M (20 décembre 1867 - 25 février 1898)
- Marcellino del Carmelo Benavente, O.P (7 janvier 1899 - 28 septembre 1910)
- José Américo Orzali (30 décembre 1911 - 20 avril 1934), devient archevêque de San Juan de Cuyo

archevêques
- José Américo Orzali (20 avril 1934 - 18 avril 1939)
- Audino Rodríguez y Olmos (3 novembre 1939 - 3 août 1965)
- Ildefonso María Sanssiera Robla, O.F.M.Cap (28 avril 1966 - 12 mai 1980)
- Ítalo Di Stéfano (8 novembre 1980 - 29 mars 2000)
- Alfonso Delgado Evers (29 mars 2000 - 17 juin 2017)
- Jorge Eduardo Lozano, depuis le 17 juin 2017